# ناحیه آلتو، شهرستان لی، ایلینوی
شهرستان التو، بخش لی، ایلینواز (به انگلیسی: Alto Township, Lee County, Illinois) یک منطقهٔ مسکونی در ایالات متحده آمریکا است که در ایلی‌نوی واقع شده‌است.

## خصوصیات
شهرستان التو ۵۶۵ نفر جمعیت دارد و ۲۵۳ متر بالاتر از سطح دریا واقع شده‌است.